# Вэй Иньтин
Вэй Иньтин (род. 7 января 1998 года) — Китайский тяжелоатлет, выступающий в весовых категориях до 69 и до 73 кг. Серебряный призёр чемпионата мира 2023 года, победитель Кубка мира 2019 года.

## Карьера
В феврале 2019 года, на Кубке мира по тяжёлой атлетике, который состоялся в Фучжоу, в категории до 73 кг стал победителем с результатом 351 кг по сумме двух упражнений.
Дебютировал на чемпионате мира 2022 года, который состоялся в Боготе. В весовой категории до 73 кг стал девятым. Его результат по сумме двух упражнений составил 330 кг.
В 2023 году на чемпионате Азии в Южной Корее в категории до 73 кг занял итоговое шестое место с результатом 328 кг.
В Саудовской Аравии, где состоялся Чемпионат мира по тяжёлой атлетике 2023 года, китайский спортсмен в категории до 73 кг завоевал серебряную медаль чемпионата мира с результатом 337 кг по сумме двух упражнений. Малая золотая медаль в рывке с результатом 157 кг досталась ему.

## Спортивные результаты
| Год  | Соревнование   | Место проведения | Весовая категория | Рывок  | Толчок | Сумма двоеборья | Место |
| 2023 | Чемпионат мира | Эр-Рияд          | до 73 кг          | 157 кг | 180 кг | 337 кг          | 2     |